# ビヴァリー・クレイヴェン
ビヴァリー・クレイヴェン（Beverley Craven、1963年7月28日 - ）は、イギリスの女性シンガーソングライター。セイロンの首都、コロンボに生まれる。国籍はイギリス。
1990年のアルバム『プロミス・ミー - 想い焦がれて』は、全英アルバムチャートの3位まで達した。
現在は3女児の母。20年連れ添ったシンガーソングライターと2010年12月に別生活を始めることを表明。

## ディスコグラフィ

### スタジオ・アルバム
- 『プロミス・ミー - 想い焦がれて』 - Beverley Craven (1990年、Columbia)
- 『ラヴ・シーンズ』 - Love Scenes (1993年、Epic)
- Mixed Emotions (1999年、Epic)
- Close to Home (2009年、Campsie Music)
- Change of Heart (2014年、Right Track)
- Woman to Woman (2018年、Right Track) ※with ジュディ・ツーク、ジュリア・フォーダム

### コンピレーション・アルバム
- The Very Best of Beverley Craven (2004年、Epic)
- Legends (2005年、Epic)
- Promise Me: The Best Of Beverley Craven (2011年、Sony)